# دیاواتا
دیاواتا (به لاتین: Diavata)؛ (زبان یونانی: Διαβατά) روستایی است در شمال یونان که در حوزه شهرداری دلتا قرار دارد. قبل از اصلاحات ۲۰۱۱ حکومت محلی، بخشی از شهرداری اچه دروس Echedoros بود. مساحت این روستا ۸٫۹۶۷ کیلومتر مربع (۳٫۴۶۲ مایل مربع) می‌باشد